# Schloss Troschelhammer
Das denkmalgeschützte Schloss Troschelhammer (auch Droschelhammer, Droschelmühl oder Troschelmühl genannt) liegt in dem gleichnamigen Gemeindeteil Troschelhammer der Oberpfälzer Gemeinde Pressath im Landkreis Neustadt an der Waldnaab von Bayern (Troschelhammer 1). Das Schloss in Troschelhammer war ein Hammerschloss, wobei der Eisenhammer vom Wasser der Haidenaab angetrieben wurde; es ist unter der Aktennummer D-3-74-149-39 als Baudenkmal verzeichnet. „Archäologische Befunde des Mittelalters und der frühen Neuzeit im Bereich des ehemaligen Hammerschlosses von Troschelhammer“ werden auch als Bodendenkmal unter der Aktennummer D-3-6237-0063 geführt.

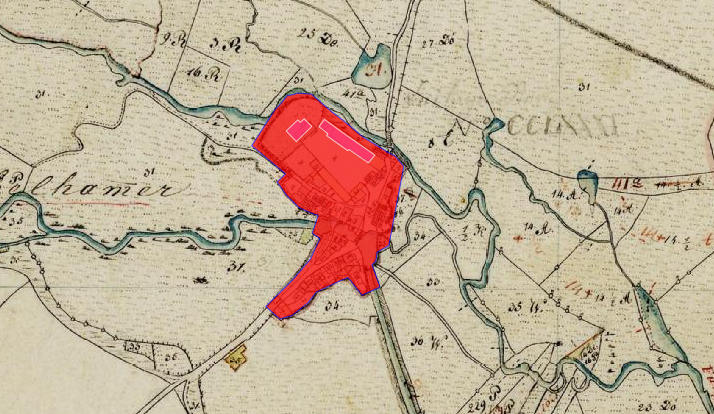
Lageplan von Schloss Troschelhammer auf dem Urkataster von Bayern

## Geschichte
Die Familie der Wild besaß Troschelhammer im 14. Jahrhundert. Am 14. Februar 1374 versetzt Landgraf Johann von Leuchtenberg dem Wolfharen Wilden zum Judenhofe sein Gut „zur Droschlmul, welches landgrafen Johannsen er umb 600lb. Haller dergestalt versetzt, wo er dasselb von dato innerhalb dreyen jahren nicht wiedrumben lösen würde, solches ihre gnaden aigenthumlich heimfallen sollte“. 1454 verleiht Pfalzgraf Friedrich den Troschelhammer an den Amberger Bürger Scheuern.
Der Beginn des Landsassengutes Troschelhammer ist im Jahre 1571 zu sehen. Damals kam der dortige Hammer samt Mühle durch brüderliche Erbteilung in den Besitz von Joachim von Zedtwitz. Zuvor besaßen Christoph von Zedzwitz und seine Gattin Margarete, eine geborene Kreß, die Güter Troschelhammer, Pechhof und Dießfurt. Joachim von Zedtwitz starb, als seine Söhne noch unmündig waren. So übernahm deren Onkel Christoph Heinrich von Zedtwitz als Vormund die Verwaltung. Dieser ließ in Troschelhammer die Mühlstatt neu aufbauen. Aufgrund einer neuen Erbteilung kam Troschelhammer 1598 an den älteren Christoph von Zedtwitz und nach dessen Tod († 1600) an den jüngeren Joachim von Zedtwitz, der das Gut nachdrücklich als Troschelmühle bezeichnete. Dieser hat den Troschelhammer mit einem Schloss, einem Hammer und der Mühle geerbt. Von ihm erbte 1619 Wolf Dietrich von Zedtwitz das Gut Troschelhammer. Dieser wird noch 1628 als Landsasse geführt, obwohl bereits 1627 Hans von Podewils erklärte, „das baufällige hammergut Troschelmühl, so in die zehnjahr nicht gangbar gewest“, von Wolf Dietrich von Zedtwitz gekauft zu haben. Hans von Podewils durfte sich wegen seines kalvinistischen Glaubens nicht im Lande aufhalten. Das Landrichteramt Waldeck wurde deshalb 1629 angewiesen, die Besitzungen zu verkaufen und den Besitzer, sollte er in das Land kommen, zu verhaften. Später erhielt er die Erlaubnis, sich einen Monat lang auf seinem „von grund verderbten“ Gut aufhalten zu dürfen. Ihm folgte sein Sohn Erdmann Erst von Podewils als Inhaber der Güter Dießfurt, Pechhof und Troschelmühle. Auch er durfte sich nicht im Lande aufhalten. 1649 verkaufte er sein Gut an Johann Georg Ernst von Reiß, um die ererbten Schulden abzutragen. Letzterer musste auch zum katholischen Glauben übertreten und erst nachdem dies 1653 bestätigt wurde, wurde der Kaufvertrag ratifiziert und der Gutsherr als Landsasse in die Pflicht genommen. Aus einem Bericht des Johann German Barbing an den Kurfürst Ferdinand Maria vom 16. Januar 1666 heißt es: „Troschlhammer. Der T. wird jetzt von Caspar Ridiger bewohnt, ist sonst dessen Stiefsohn gehörig und dermalen gangbar, wird allda wie bei obigem meistens ‚Süntter‘ verarbeitet.“
1672 hinterließ Johann Georg Ernst von Reiß seinen Besitz seinem Sohn Franz Heinrich von Reiß. Von diesem ging es an den jüngsten Sohn Georg Ernst von Reiß und dann an den älteren Bruder Hans Kaspar über. 1711 musste das Gut versteigert werden, um die noch anstehenden Erbansprüche der übrigen Geschwister befriedigen zu können. Den Gutsbesitz erwarb Johann Wilhelm von Eberts, kurfürstlich pfälzischer Hauptmann. Er war Gatte der Reiß’schen Tochter Maria Anna von Eberts, die bereits 1722 als Witwe bezeichnet wird. Diese verkaufte das Gut aber erst 1741 an ihren Sohn Maximilian Philipp Adolph von Eberts. Als dessen Besitznachfolger wurde 1749 Johann Adam von Gravenreuth in das Landsassengut Troschelhammer eingewiesen. Nach seinem Tod († 1770) wurde ein 1769 geschlossener Eventualverkauf mit Leonhard Anton von Frank umgesetzt und dieser wurde 1771 als Landsasse hier eingesetzt. Nach seinem Tod († 1785) hinterließ er das Gut seinem noch unmündigen Sohn Karl. Für diesen übernahm Leonhard von Frank auf Gmünd vorerst die Vormundschaft, Karl von Frank blieb nach Erlangung der Großjährigkeit bis 1831 Gutsherr auf Troschelhammer.
1863 hat Gutsbesitzer Johann Fritsch um ein Bau- und Konzessionsgesuch zur Errichtung einer Glasperlenfabrik angesucht.

## Schloss Troschelhammer heute
Das ehemalige Hammerschloss ist ein zweigeschossiger Mansardwalmdachbau mit einer Putzgliederung. Über dem Eingang befindet sich ein Erker mit einem Ziergiebel. Das Haus stammt im Kern aus der Zeit um 1600, im späten 18. Jahrhundert erfolgte eine barocke Umgestaltung. Zu dem Anwesen gehört auch noch eine Schlossökonomie mit einem Stall, einem Stadel und einer Remise. Dieser ist ein Langtrakt mit aneinander gefügten Einzelbauten mit Satteldächern, der aus dem 17. bzw. 18. Jahrhundert stammt.
Das Schloss befindet sich in Privatbesitz und ist nicht öffentlich zugänglich.